# Arrivederci ragazzi (film)
Arrivederci ragazzi (Au revoir les enfants) è un film del 1987 diretto da Louis Malle.
La pellicola è stata premiata con il Leone d'oro alla 44ª Mostra internazionale d'arte cinematografica di Venezia.

## Trama
Il film è ambientato in Francia nel Collegio dei Carmelitani Scalzi di Fontainebleau nel gennaio del 1944. Un ragazzo di nome Julien Quentin viene mandato, con il fratello maggiore François, in un collegio di religiosi, durante la Seconda guerra mondiale. Arrivato in quel collegio, trova buona parte dei suoi compagni insopportabili ed egoisti e avverte fortemente la nostalgia della madre.
La sua vita cambia radicalmente quando un coetaneo, Jean Bonnet, viene inserito nella classe. Julien inizialmente percepisce il ragazzo come un rivale, visto che ottiene buoni risultati a scuola e sa suonare bene il pianoforte. Ma con il tempo nota che è un ragazzo riservato e misterioso: non riceve mai posta, parla poco, non si mescola mai con i compagni. Frugando nel suo armadietto, Julien scopre il suo segreto: Jean Bonnet è in realtà Jean Kippelstein, un ragazzo ebreo che ha trovato rifugio sotto falso nome nel collegio, per sfuggire alle persecuzioni razziali. L'ostilità di Julien si trasforma così in curiosità, poi in amicizia.
Mentre scorrono i giorni del 1944, la vita nel collegio procede in tutta tranquillità, finché Joseph, un ragazzo povero e zoppo che lavora come inserviente dai preti, viene licenziato. Infatti è stato scoperto a compiere furti di oggetti presenti nel collegio (in particolare cibo) per poi barattarli con oggetti personali degli scolari. Il ragazzo, senza un posto dove vivere e consumato dalla rabbia, si fa spia presso l'esercito tedesco, rivelando la presenza di ebrei nel collegio.
Malgrado i mille sotterfugi inventati dai preti, e i disperati tentativi di salvarli, Jean e altri due ebrei, insieme al direttore del collegio, vengono portati via per intraprendere un viaggio che si concluderà solo con la morte. Julien lo guarda allontanarsi e, nonostante il sacerdote li saluti dicendo «Arrivederci ragazzi, a presto!», capisce che non lo rivedrà mai più.
Alla conclusione del film, il narratore – lo stesso protagonista adulto – informa che sia i suoi compagni ebrei che il sacerdote moriranno successivamente in un campo di sterminio nazista: i ragazzi ad Auschwitz, mentre il prete a Gusen I (Mauthausen).

## Riproduzione

### Sviluppo
Dopo diversi anni di riflessione su questo progetto cinematografico, il regista ha scritto la prima bozza per una sceneggiatura in 14 giorni. Il film è basato su una storia vera accaduta durante la sua infanzia nel 1944, quando, all'età di undici anni, entrò nel convitto petit college ad Avon vicino Fontainebleau.
Tuttavia, Malle ha ribadito più volte che il film non ricalca fedelmente ciò che accadde. È una storia fatta di ricordi a cui si aggiungono elementi e aneddoti recuperati altrove o puramente immaginari. Il progetto era originariamente intitolato May  little madeleine (riferimento alla Madeleine de Proust), re-intitolato in seguito in Le nouvou e infine Au revoir les enfants.

### Riprese
Le riprese si sono svolte dal 26 gennaio al 27 marzo 1987 nel comune di Provins, nella regione Île-de-France.

## Distribuzione
Il film venne mostrato per la prima volta alla Mostra del cinema di Venezia il 31 agosto 1987. Venne distribuito nelle sale cinematografiche francesi a partire dal 7 ottobre 1987, mentre nelle sale italiane a partire dal 17 dicembre dello stesso anno.

## Curiosità
- Il capo del Petit Collège non era padre Jean, ma padre Jacques de Jésus. Per la sua azione, fu deportato al campo di concentramento di Gusen dove sopravvisse solo pochi giorni dopo la fine della guerra. Dopo la sua morte, fu onorato come giusto tra le nazioni.[2]
- Jean Bonnet era il vero nome di copertura di uno dei bambini nascosti. Il suo vero nome, tuttavia, era Hans Helmut Michel. Per il regista, il cognome Michel, suonava troppo francese, quindi ha dato al personaggio il cognome Kippelstein dal suono più ebraico. Hans Helmut Michel nacque il 6 giugno 1930 a Francoforte sul Meno, figlio di un medico ebreo. Con l'inizio della persecuzione degli ebrei, sua madre fuggì con lui e sua sorella maggiore, Laure, a Parigi. Nel luglio 1942 durante il Rastrellamento del Velodromo d'Inverno venne arrestato. Sulla strada per il velodromo, il punto di raccolta per gli ebrei arrestati, un ufficiale di polizia ebbe pietà del ragazzo e gli aprì una porta per poter fuggire. Fu in grado di sfuggire a un secondo arresto nel dicembre del 1942. Riuscì a entrare nel convitto grazie al parroco parigino Théomir Devaux, dove rimase fino al 15 gennaio 1944, giorno dell'arrivo della Gestapo. Fu mandato a Drancy e in seguito deportato ad Auschwitz.[3][4]
- La figura del personaggio di Joseph è pura finzione. Il prete fu involontariamente tradito da un membro della Resistenza che era stato interrogato dalla Gestapo sotto tortura.
- Il Couvent des Carmes esiste ancora oggi ad Avon, ma il Petit Collège fu chiuso nel 1960, come rivelato dal regista. Al posto della scuola è stato costruito un centro spirituale vicino al monastero. Nell'ex cortile della scuola è stata eretta una targa commemorativa per gli eventi.

## Riconoscimenti
- 1988 - Premio Oscar
  - Nomination Miglior film straniero (Francia)
  - Nomination Miglior sceneggiatura originale a Louis Malle
- 1988 - Golden Globe
  - Nomination Miglior film straniero (Francia)
- 1989 - Premio BAFTA
  - Miglior regista a Louis Malle
  - Nomination Miglior film
  - Nomination Miglior film straniero (Francia)
  - Nomination Miglior sceneggiatura a Louis Malle
- 1988 - European Film Awards
  - Miglior sceneggiatura a Louis Malle
  - Nomination Miglior film (Francia)
  - Nomination Miglior regista a Louis Malle
- 1988 - Premio César
  - Miglior film
  - Miglior regista a Louis Malle
  - Miglior sceneggiatura a Louis Malle
  - Migliore fotografia a Renato Berta
  - Miglior montaggio a Emmanuelle Castro
  - Migliore scenografia a Willy Holt
  - Miglior sonoro a Jean-Claude Laureux, Claude Villand e Bernard Leroux
  - Nomination Migliore promessa maschile a François Négret
  - Nomination Migliori costumi a Corinne Jorry
- 1987 - Mostra del cinema di Venezia
  - Leone d'oro al miglior film a Louis Malle
- 1988 - David di Donatello
  - Miglior film straniero (Francia)
  - Miglior regista straniero a Louis Malle
  - Migliore sceneggiatura straniera a Louis Malle
- 1987 - Premio Louis-Delluc